# 발루아부르고뉴가
발루아부르고뉴가(프랑스어: la maison de Valois-Bourgogne)는 발루아가에서 분가한 프랑스의 귀족 가문이다. 두 가문 모두 카페 왕조로부터 생겨났지만, 1032년부터 1361년까지 부르고뉴 공국을 통치한 로베르 2세의 후손들인 카페 부르고뉴가과는 구분된다.
발루아 부르고뉴 공작이라는 단어는 장 2세가 1363년에 그의 막내 아들 용담공 필리프에게 부르고뉴 공작 직위를 보장하면서, 왕조가 시작되었다. 백년 전쟁 동안, 발루아부르고뉴 공작들은 그들의 지배하에 있던 수 많은 프랑스와 영지들을 합하여 왕가의 친척들에 대적하였다. 하지만 그들의 본 계획은 자주적인 왕국을 건설하는 거였으나, 부르고뉴 전쟁을 일으킨 최후의 공작인 용담공 샤를이 1477년 낭시 전투에서 전사하면서 궁극적으로 실패하고 말았다.

## 역사
옛 프랑크족의 부르고뉴 왕국은 843년 베르됭 조약으로 동, 서프랑크 왕국 부분으로 나뉘었다. 동부 지역은 아를 왕국과 부르고뉴 자치국으로 발전하였다가 1032년에 신성 로마 제국에 포함되었으며, 918년에 리샤르가 세운 서부의 부르고뉴 공국은 1002년에 프랑스 왕가인 카페 가문의 로베르 2세의 영지가 되었다. 부르고뉴 귀족들이 자치를 요구하자, 로베르는 그의 둘째 아들 앙리 1세를 1016년에 부르고뉴 공작으로 임명하였고, 이 직위는 앙리가 1031년에 프랑스 왕위를 이어 받으면서, 그의 동생인 로베르 1세와 그의 후손에게 넘겨졌다.
부르고뉴 카페 가문은 플랑드르의 루이 2세의 후계자인 담피에르가의 마가레타와 결혼한 필리프 1세가 사망하면서 단절되었다. 부르고뉴 공국은 발루아 가의 장 2세가 통치하던 프랑스 왕가 소유지로 합해졌다. 하지만 곧 장의 네 번째 아들 용담공 필리프 2세가 그의 아버지에게서 대봉토로서 부르고뉴 공국을 받았다.

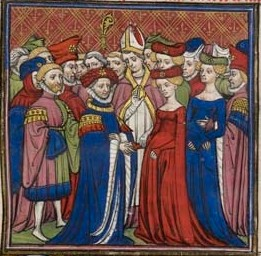
필리프 1세와 마가레타의 결혼

1369년, 전임 부르고뉴 공작 필리프 1세의 미망인 담피에르 가문에 마가레타과 결혼을 하였고, 1384년에 그의 장인인 플랑드르의 루이 2세가 사망하자, 플랑드르, 아르투아, 르틀, 느베르를 상속받았다. 부르고뉴 자치국은 신성 로마 제국의 황제의 직속 속국이 되었다. 다음해, 그는 그의 아들 용맹공 장을 바이에른 공작 알브레히트 1세의 딸 마르그리트와 혼인한 바이에른 공작 빌헴름 2세의 자매 사이에서 태어난 비텔스바흐가의 마르가레테와 혼인시켰다. 1380년에 샤를 5세가 이미 사망하면서, 필리프와 함께 앙주 공작 루이 1세, 베리 공작 장은 미성숙한 샤를 6세의 섭정을 맡았다. 
샤를 6세가 심각해지던 정신 착란으로 고통받을때, 왕의 동생인 오를레앙의 루이 1세의 강한 반발과 마주치며 프랑스 왕국 너머로 자신의 영향력을 퍼트렸다. 플랑드르에서 자란 용맹공 장은 1404년 그의 아버지의 자리를 이어받았고 부르고뉴 공국과 그의 어머니 당피에르가의 마르그리트가 지녔던 유산을 하나로 합쳤다. 느베르와 르틀의 프랑스 백작영지를 그의 동생들인 필리프 2세, 앙트완에게 나눠졌고, 
그는 프랑스 영토가 잉글랜드 왕국과의 백년전쟁으로 파괴당하는 동안 능숙하게 시소타듯이 정치 기회를 엿보았다. 그의 아버지처럼, 그는 발루아 가의 친척인 오를레앙의 루이 1세와 다투었고, 그를 1407년에 암살시켰다. 오를레앙과의 남은 긴장상태는 아르마냑-부르고뉴 내전으로 이어졌고, 그로 인해 장 공작은 헨리 5세와 동맹을 맺고 1418년 파리를 점령했다. 하지만 다음해에 아르마냐크파 지도자인 탄귀 뒤 카스텔에게 매복당하여 살해당한다.
장 1세의 아들인 선량공 필리프 3세는 1419년에 부르고뉴 공작에 올랐고, 프랑스 도팽 샤를 7세와 대항해서, 1420년에 트루아 조약을 맺으며, 그의 아버지와 동맹이였던 잉글랜드의 헨리 5세와 동맹을 재개하였다. 그는 부르고뉴 공국의 1421년(1429년부터 유효)에 제국령인 나무르 백국 계승으로 인한 획득, 제국의 공국인 랭부르, 브라반트를 그의 친척인 필리프 1세에게서 상속받으면서 영토 확장에 집중하였다. 
그는 또한 1433년 슈트라우빙의 마지막 후손인 자클린이 신성 로마 제국령인 에노 백국, 제일란트 백국, 홀란트 백국 거기에 프리지아 자유국을 그에게 넘기면서 그의 어머니 비텔스바흐가의 마르가레테와 그의 작은 아버지인 바이에른 공작 요한 3세의 유산인 바이에른-슈트라우빙을 확보하였다. 1435년 아라스 조약으로 선공 필리프는 샤를 7세의 프랑스 통치를 인정하였고 결국 프랑스 왕가에게서 부르고뉴 영토의 공식적인 독립에 도달하였다. 1441년 그는 또한 마지막 여공인 괴를리츠의 엘리사베트에게서 룩셈부르크 공국을 얻어냈다.

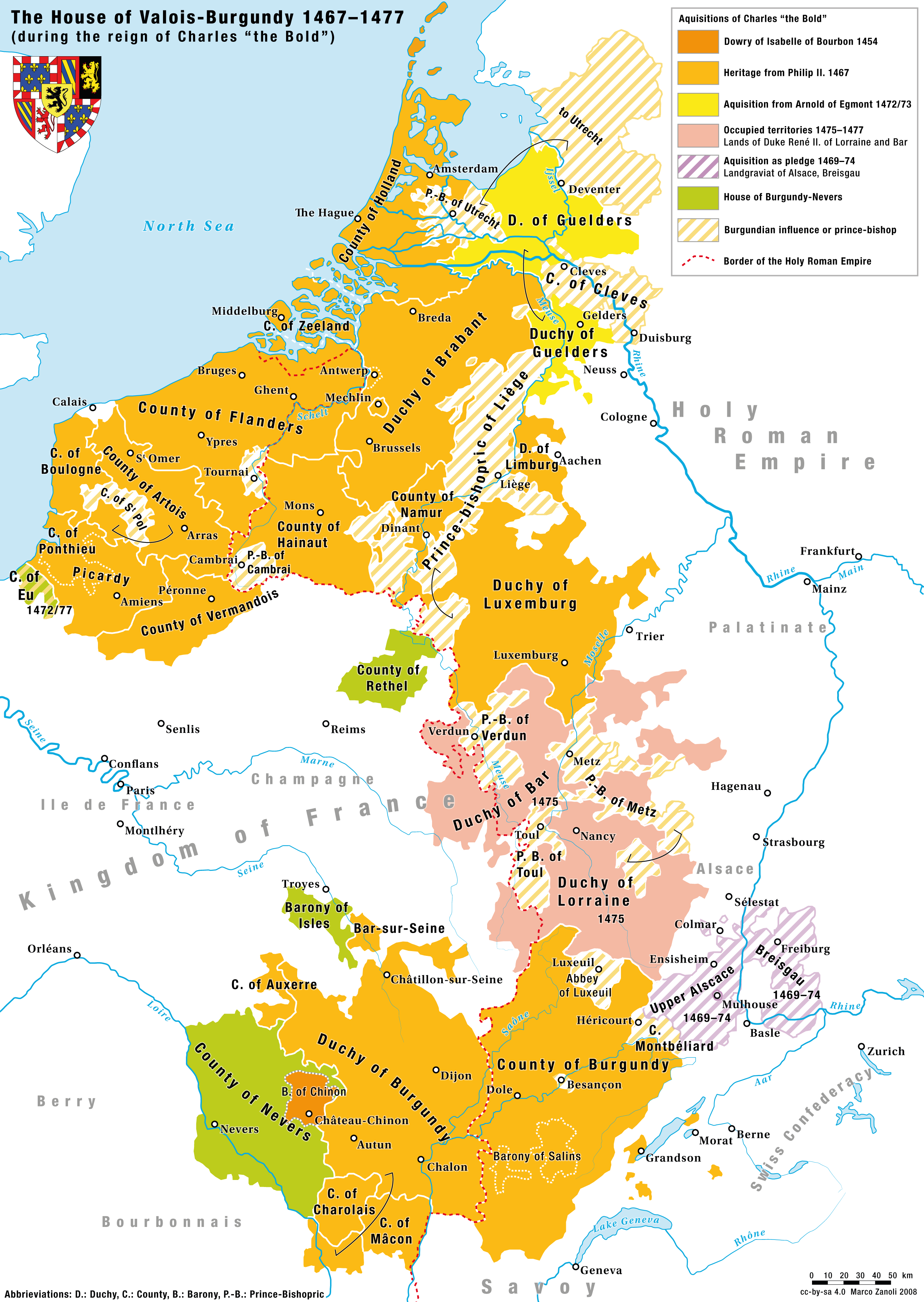
1465년에서 1477년까지의 용담공 샤를 통치 시기의 부르고뉴 공국의 영토

이상적인 기사도적인 공작의 모습을 지녔던 발루아부르고뉴 공작 용담공 샤를 1세은 스스로 전장에 뛰어들었다. 헬러의 획득으로, 부르고뉴령 네덜란드가 만들어졌다. 샤를의 계획은 합스부르크가의 황제 프리드리히 3세에게서 "부르고뉴 국왕"이라는 인정 협상과 그의 딸 마리를 프리드리히의 아들 대공 막시밀리안 1세와 결혼을 통해 그의 왕조의 부흥을 완수하는 것이였다. 황제의 거부에 격분한 샤를 1세은 1474년에 실패한 노이스 공성전을 벌였고 로렌 공국, 스위스 연방을 상대로 부르고뉴 전쟁에 휩싸이게 되었다. 결과적으로 발루아부르고뉴 가문의 공작은 1477년에 샤를 1세가 낭시 전투에서 전사하면서 남성후계가 단절되고 말았다.
부르고뉴 공국의 유산은 아버지가 죽은지 7달 후, 부르고뉴의 마리와 결혼한 합스부르크 대공 막시밀리안에게 넘어갔다. 막시밀리안은 1479년 긴가트 전투에 승리하며 루이 11세의 요구로부터 부르고뉴 유산을 지키는데 유리한 고지를 차지하게 되었다. 프랑스는 아르투아에 있는 부르고뉴 공국 재산, 피카르디에 있는 옛 부르고뉴 공국의 영지만을 차지 할 수 있었다. 합스부르크 가는 갑작스럽게 유럽 제일의 왕실 가문으로서 성장했지만, 프랑스와 여러 세기를 걸쳐 경쟁하게 되었다.

## 부르고뉴 공작 (1363–1482)
| 부르고뉴 공작       | 부르고뉴 공작       | 부르고뉴 공작       | 부르고뉴 공작              |
| 발루아부르고뉴 가문 | 발루아부르고뉴 가문 | 발루아부르고뉴 가문 | 발루아부르고뉴 가문        |
| 초상화              | 이름                | 시기                | 참고                       |
| ------------------- | ------------------- | ------------------- | -------------------------- |
|                     | 용담공 필리프       | 1363–1404           |                            |
|                     | 용맹공 장           | 1404–1419           | 용담공 필리프의 첫째 아들. |
|                     | 선량공 필리프       | 1419–1467           |                            |
|                     | 용담공 샤를         | 1467–1477           |                            |
|                     | 부귀공 마리         | 1477–1482           |                            |

## 같이 보기
- 부르고뉴의 역사
- 부르고뉴 공작